# Moto Guzzi Griso
La Griso è una motocicletta prodotta dal 2005 al 2016 dalla casa motociclistica italiana Moto Guzzi in tre diverse cilindrate: la 1100 presentata nel mese di agosto 2005, la 850, presentata nell'aprile del 2006 e la "1200" 8V, presentata a novembre 2006 e commercializzata da settembre 2007. Il prototipo della Griso, battezzato Tecnocustom, è stato presentato per la prima volta all'Intermot di Monaco di Baviera nel 2002.
Il design della Griso è opera di Rodolfo Frascoli, della Marabese Design.
Si tratta di un motociclo di tipo naked, cioè sprovvisto di carenature protettive.

## Storia
Il 30 agosto 2005 la Moto Guzzi annuncia per la prima volta la vendita della Griso 1100 e l'8 settembre la presenta ufficialmente alla stampa.
Il pubblico ha invece con essa un primo contatto nei giorni 16-17-18 settembre, durante le Giornate Mondiali Guzzi 2005 a Mandello del Lario.
Il passo successivo è la presentazione presso i concessionari ufficiali Moto Guzzi, che si svolge durante il "Porte Aperte" 2005, il 22-23 ottobre; avvenimento seguito dalla prima campagna pubblicitaria, che porta la firma di Antonio Maccario (direttore creativo esecutivo), Dario Mondonico (responsabile creativo del brand) e Federico Ghiso (copy). La fotografia è di Maurizio Cigognetti.
Il 5 aprile 2006 la Moto Guzzi presenta il Griso 850. Oltre che per la cilindrata, il nuovo modello si distingue dalla sorella maggiore anche per alcuni raffinati particolari estetici, come la colorazione nera del telaio e la verniciatura grigia di ruote e trasmissione.
Pochi giorni dopo, Moto Guzzi presenta la nuova linea di abbigliamento legata al Griso e il 14 novembre, sempre dello stesso anno, al Salone di Milano viene presentata una nuova versione della moto, precisamente il Griso 1200 8v, che verrà commercializzato a partire da Settembre 2007. Monta il nuovissimo bicilindrico trasversale a V di 90°, da 1200 cm³, con distribuzione monoalbero a camme in testa, dotato di quattro valvole per cilindro; sempre raffreddato ad aria, per una potenza di 110 CV ad 8000 giri/min ed una coppia di 11 kgm. Oltre che nel motore, il modello viene aggiornato con una sella più comoda per il passeggero, fianchetti più rastremati, un nuovo sistema frenante Brembo, formato da preziose pinze radiali P4/34 che agiscono su dischi flottanti wave da Ø 320mm, e un inedito scarico realizzato secondo lo schema a due in uno e connesso ad un silenziatore dal doppio fondello disassato, che mantiene la forte personalità di quello originario.
Alle Giornate Mondiali Guzzi 2007, il primo esemplare prodotto di Griso 1200 8V viene assegnato tramite estrazione tra gli iscritti e viene vinto da Denise Martin di Cannes (Francia).
Le versioni equipaggiate con il motore 2 valvole 850 e 1100 sono rimaste in produzione fino al 2008, anno in cui vengono sostituite completamente dalla gamma 1200 8V.
Da Giugno 2009, dopo essere stata presentata nel Marzo dello stesso anno, è disponibile anche una versione speciale, denominata Griso 1200 8V Special Edition "Tenni", che si distingue per la colorazione verde satinato in onore di Omobono Tenni; inoltre, a differenza della versione base, essa è equipaggiata di cerchi tubeless a raggi, sella in cuoio marrone e telaio nero. Questa livrea è uscita di produzione a fine 2011, sostituita dalla Special Edition con livrea "Black Devil".

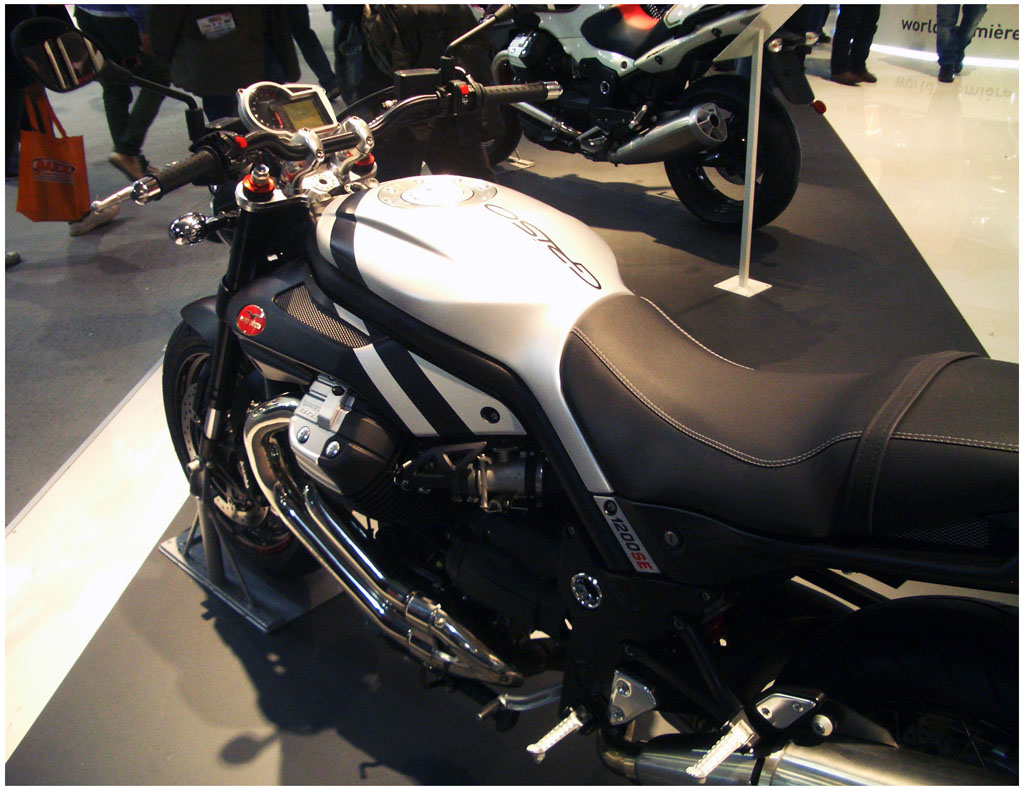
Moto Guzzi Griso 8V SE Black Devil @ EICMA 2011

Da Marzo 2012 è possibile acquistare la serie speciale denominata "Black Devil", presentata al Salone Internazionale di Milano a Novembre 2011. Questa versione del Griso 8V SE ha una livrea nero opaco, con fregi argento su serbatoio e codone. Come la sorella SE "Tenni", la "Black Devil" è equipaggiata di cerchi a raggi tubeless (sui quali è presente un adesivo rosso "Moto Guzzi") e ha il telaio nero.
Nello stesso mese Moto Guzzi presenta alla fiera romana "Motodays" anche la nuova livrea del Griso 8V, disponibile sempre in bianco lunare o nero Guzzi, ma con telaio nero e particolare neri opaco.
Per il 2015 alla colorazione "Black Devil" viene affiancata la "Rosso Trophy", con base nero opaco e fregi rossi su serbatoio e fiancatine, non sono presenti particolari aggiornamenti tecnici, se non l'adozione di una nuova coppa dell'olio, mutuata dalla California 1400.

## Origine del nome
Nella brochure ufficiale Moto Guzzi si può leggere quanto segue:
“…la sua potenza ne veniva ingrandita, nel fatto e nell'opinione”. Questa definizione, mutuata da “I promessi sposi”, il più famoso romanzo della letteratura italiana, si riferisce al personaggio manzoniano del Griso, personalità prepotente e spavalda a capo dei Bravi, “a cui s'imponevano le imprese più rischiose”.

## Altri dati tecnici

### Ciclistica
- Avancorsa: 108 mm
- Inclinazione cannotto di sterzo: 26,30°
- Angolo di sterzo: 34°
- Escursione ruota posteriore: 110 mm
- Ruote: a tre razze cave in lega di alluminio fuse in conchiglia; a raggi per le versioni Special Edition
- Cerchio anteriore: 3,50 x 17
- Cerchio posteriore: 5,50 x 17

### Impianto elettrico
- Tensione impianto: 12 V
- Batteria: 12 V - 18 Ah modello Yuasa YTX20CH-BS
- Alternatore: 12 V - 540 W

## Le differenti versioni
- Griso 1100 (1064 cc) - 30 agosto 2005 - Gennaio 2008
- Griso 850 (877 cc) - 5 aprile 2006 - Gennaio 2008
- Griso 1200 8V (1151 cc) - 14 settembre 2007 - Novembre 2016

Le tinte disponibili sono state:
- 850: telaio nero e livree Nero Guzzi, Rosso Corsa e Giallo Sport
- 1100: telaio argento e livree Nero Guzzi, Rosso Corsa, Giallo Sport, Arancio satinato e Azzurro satinato
- 1200 8V: telaio argento e livree Nero Guzzi, Bianco Lunare
- 1200 8V SE "Tenni": telaio nero e livrea verde satinato con fregi panna (in onore di Omobono Tenni)
- 1200 8V: telaio nero e livree Nero Guzzi, Bianco Lunare
- 1200 8V SE "Black Devil": telaio nero e livrea nero opaco con fregi argento